# Gwon Wan-gyu
Đây là một tên người Triều Tiên, họ là Gwon.
Gwon Wan-gyu (tiếng Hàn: 권완규; sinh ngày 20 tháng 11 năm 1991) là một cầu thủ bóng đá Hàn Quốc thi đấu ở vị trí hậu vệ cho Pohang Steelers.

## Sự nghiệp
Anh được lựa chọn bởi Gyeongnam FC ở đợt tuyển quân K League 2014.